# Унжак
Унжак — на реках России деревянное грузовое плоскодонное судно XIX—XX веков для использования на мелководных водоёмах. Своё название получили по реке Унжа. Обычно строились на одну навигацию или плавание и затем продавались на дрова.
Основные параметры унжака:
- длина по палубе — 40 метров
- длина по килю — 38 метров
- ширина — 8,5 метров
- высота борта в миделе — 2,0 метра
- грузоподъёмность до 260 тонн груза.